# Wetherby
Pour l’article homonyme, voir Wetherby (film).
Wetherby est une ville de 19 979 habitants située sur la rivière Wharfe, appartenant au district de la ville de Leeds dans le West Yorkshire, en Angleterre.  

## Principale curiosité
Wetherby est connue pour son hippodrome.

## Jumelage
Wetherby est jumelée avec Privas en France.

## Personnalités de Wetherby
- Michael Jackson (1942-2007), écrivain, auteur de plusieurs livres sur la bière et le whisky
- Jessica Barden (1992-), actrice, habite à Wetherby depuis 1995

## Galerie photos

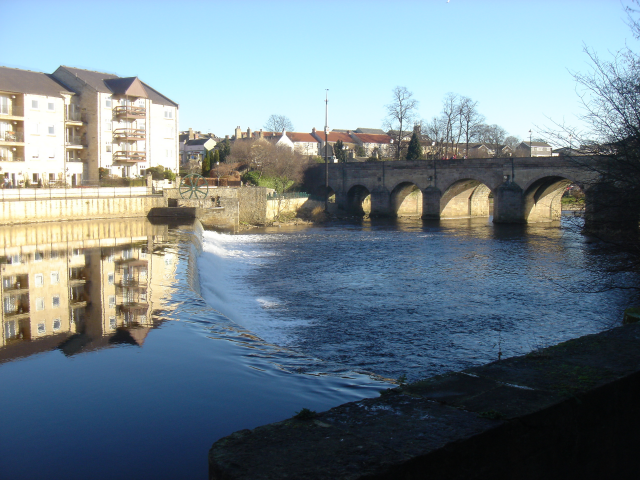
Pont de Wetherby et rivière Wharfe à Wetherby

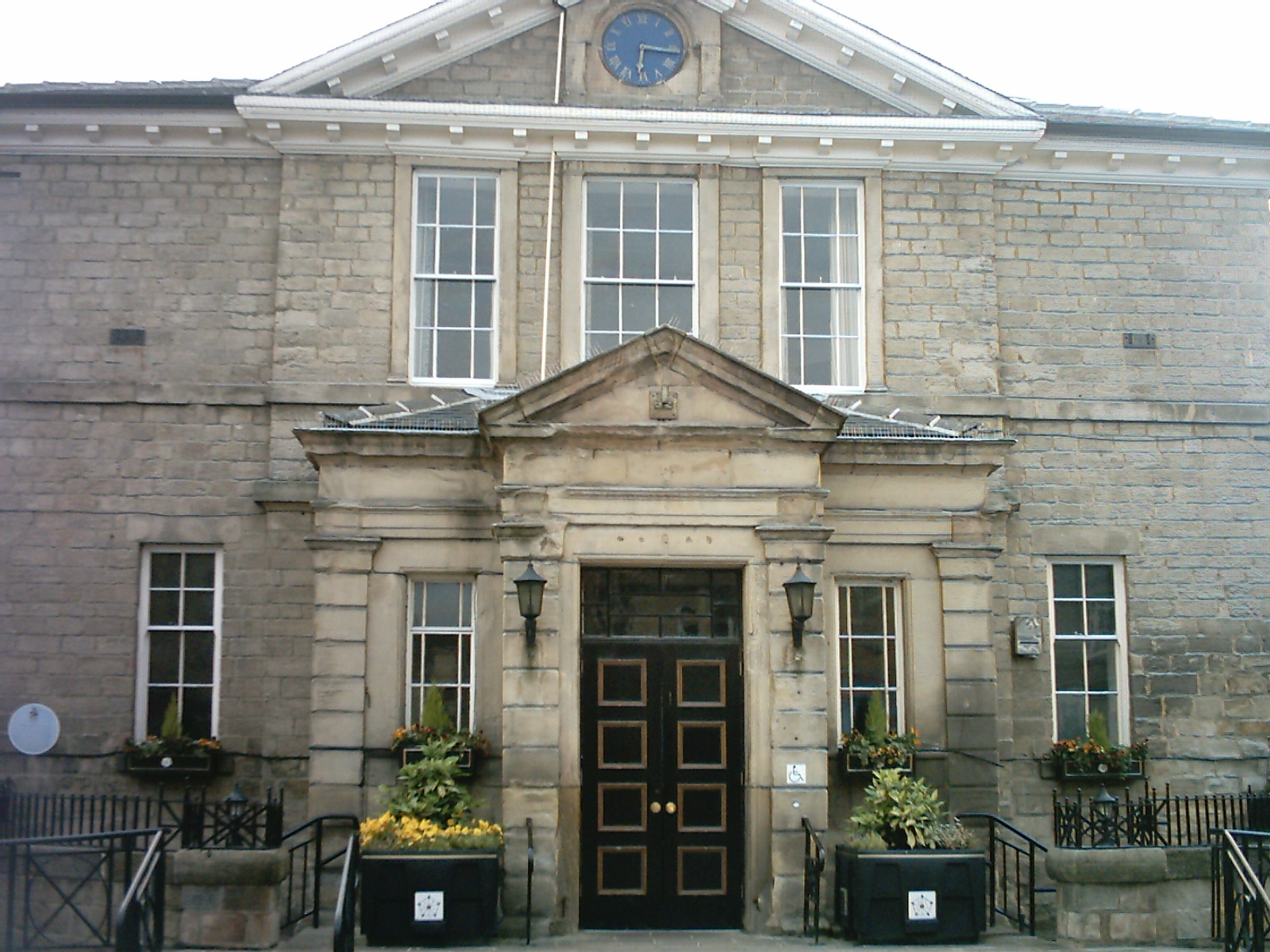
L'Hôtel de Ville de Wetherby

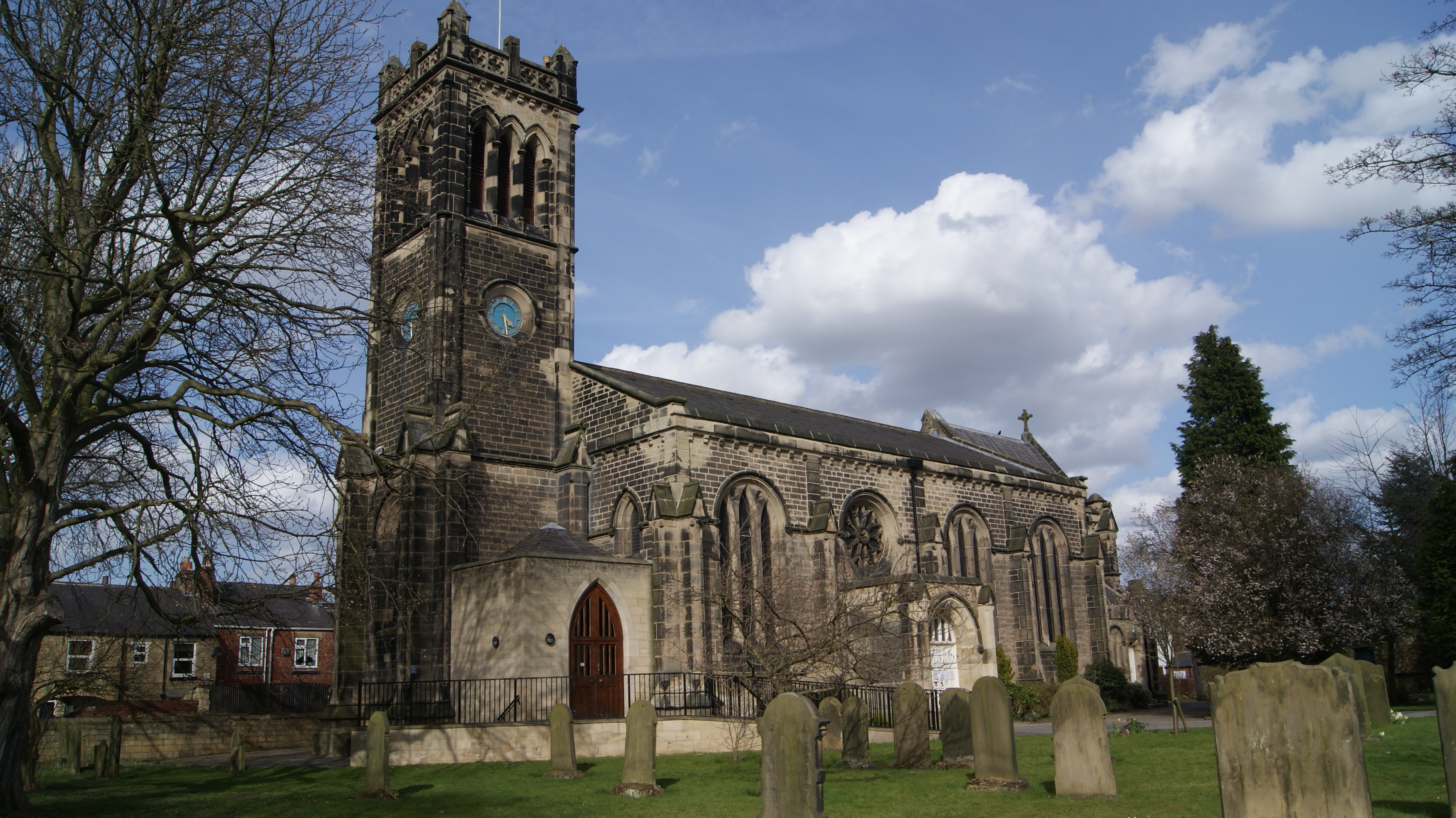
Église Saint-James.